# آندره‌آ جووی

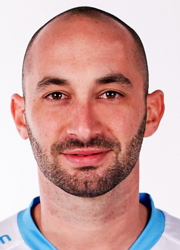
آندره‌آ جووی در سال ۲۰۱۷

آندره‌آ جووی (به انگلیسی: Andrea Giovi) (متولد ۱۹ اوت ۱۹۸۳) والیبالیست اهل ایتالیا است. جیووی لیبرو دوم تیم ملی والیبال ایتالیا و عضو باشگاه پروجا است. او با تیم ایتالیا به مدال برنز المپیک ۲۰۱۲ رسید.